# Józef Maksymilian Ossoliński
Józef Maksymilian Ossoliński, conte di Wola, (Wola Miliecka, 10 agosto 1748 – Vienna, 17 marzo 1826), è stato un politico e scrittore polacco.
Apparteneva alla nobile famiglia degli Ossoliński, della szlachta, l'alta nobiltà polacca, e suo fratello minore era Józef Kajetan Ossoliński.
Fu membro della "Società degli amici della scienza", della "Società scientifica di Varsavia", delle accademie di Cracovia e Vilnius, delle Società reali di Praga, Gottinga e Vienna. Ottenne la laurea honoris causa presso l'Università Jagellonica di Varsavia e fu bibliotecario di corte a Vienna.
Fu presidente della regione della Galizia e durante la rivolta di Kościuszko, fu membro della Commissione nazionale dell'educazione. Nel 1794 venne esiliato e si rifugiò in Austria, dove fu ospite del principe Michał Hieronim Radzwiłł a Vienna.
Nel 1817 donò la sua collezione di libri agli Archivi di Varsavia e fondò l'Ossolineum di Lwów (Leopoli).